# إرنست إنجلاند
إرنست إنجلاند (26 مايو 1927 - 7 ديسمبر 2012) (بالإنجليزية: Ernest England)‏ هو لاعب كريكت أسترالي.

## وصلات خارجية
- إرنست إنجلاند على موقع إي آس بي آن كريك إنفو (الإنجليزية)